# Cobham Aviation Services Australia
Cobham Aviation Services Australia (dawniej National Jet) – australijska tradycyjna i czarterowa linia lotnicza z siedzibą w Adelaide.

## Flota
Flota National Jet - stan na luty 2010.
- 1 Avro RJ70
- 1 Avro RJ100
- 3 BAe 146-100
- 1 BAe 146-100QT
- 3 BAe 146-200
- 2 BAe 146-300
- 2 BAe 146-300QT
- 11 Boeing 717-200
- 1 de Havilland Canada DHC-8-103
- 1 de Havilland Canada DHC-8-315